# Alfred Bütow
Alfred Bütow (* 28. Juli 1902 in Berlin; † 3. April 1986 in Herrsching am Ammersee) war ein deutscher Szenenbildner bei Film und Fernsehen.

## Leben und Wirken
Bütow hatte eine Rundumausbildung zum Bühnenbildner, Gebrauchsgraphiker, Schaufenster- und Innendekorateur erhalten. Von 1916 bis 1919 durchlief er eine Lehrzeit als Theatermaler, besuchte dann die Kunstgewerbeschule und Fachschulkurse für perspektivische Architektur und Stilkunde. Zwischen 1919 und 1924 war er beim Theaterausstatter Hugo Baruch & Cie. als Theatermaler angestellt, anschließend ging Bütow als Montagearbeiter in die Niederlande. Von 1927 bis 1931 besaß er sein eigenes Atelier für Theaterkulissen. 1932 wechselte Bütow als Bühnenbildner nach Berlin, wo er unter anderem für das Lessing-Theater, das Metropol-Theater und die Ostdeutschen Landestheater tätig werden sollte. 
Im Winter 1933/1934 sammelte er erste filmische Erfahrungen als Kunstmaler, 1934 debütierte er als Filmarchitekt. Zunächst entwarf Alfred Bütow Kulissen im Auftrage kleinerer Produktionsfirmen. 1936 designte er erstmals die Dekorationen für einen Film des Produzenten und Regisseurs Richard Eichberg. Mit dessen Zweiteiler Der Tiger von Eschnapur und Das indische Grabmal im Jahr darauf wurde Bütow mit einer aufwendigen, ausstattungsprächtigen Großproduktion betraut, gleich danach realisierte er die Ausstattung für einige Rühmann-Lustspiele. Von 1939 bis 1945 kooperierte er häufig mit dem Kollegen Heinrich Beisenherz. Bütows Nachkriegsfilme, deren Designs er mehrfach in Zusammenarbeit mit Ernst Schomer realisierte, sind überwiegend bedeutungslos. 1957 verabschiedete sich Alfred Bütow von der Kinofilmdekoration und begann sich dem Fernsehen zuzuwenden. Bereits seine erste, 1958 gedrehte Großproduktion, der stark beachtete Mehrteiler So weit die Füße tragen, wurde ein enormer Publikumserfolg.

## Filmografie
- 1934: Herz ist Trumpf
- 1935: Petersburger Nächte. Walzer an der Newa
- 1935: Der Vogelhändler
- 1936: Der Kurier des Zaren
- 1936: Inkognito
- 1936: Moskau – Shanghai
- 1936: Annemarie
- 1937: Alarm in Peking
- 1937: Der Tiger von Eschnapur
- 1937: Das indische Grabmal
- 1938: Fünf Millionen suchen einen Erben
- 1938: Diskretion – Ehrensache
- 1938: In geheimer Mission
- 1938: Liebelei und Liebe
- 1938: Nanu, Sie kennen Korff noch nicht?
- 1939: Ehe in Dosen
- 1939: Dein Leben gehört mir
- 1939: Hurra! Ich bin Papa!
- 1940: Lauter Liebe
- 1940: Die lustigen Vagabunden
- 1940: Wunschkonzert
- 1940: Spähtrupp Hallgarten
- 1941: Frau Luna
- 1941: Was geschah in dieser Nacht?
- 1942: Maske in Blau
- 1943: Karneval der Liebe
- 1943: Die beiden Schwestern
- 1943: Die Affäre Roedern
- 1944/48: Eine reizende Familie
- 1944/51: Zwischen Herz und Gewissen
- 1945: Heidesommer (unvollendet)
- 1949: Gesucht wird Majora
- 1949: Madonna in Ketten
- 1949: Hochzeit mit Erika
- 1951: Der Tiger Akbar
- 1952: Das Bankett der Schmuggler (Le Banquet des fraudeurs)
- 1952: Die Diebin von Bagdad
- 1952: Fritz und Friederike
- 1952: Ich hab’ mein Herz in Heidelberg verloren
- 1953: Wenn der weiße Flieder wieder blüht
- 1953: Weg ohne Umkehr
- 1954: Staatsanwältin Corda
- 1954: Ball der Nationen
- 1954: Das zweite Leben
- 1954: Die goldene Pest
- 1955: Vom Himmel gefallen (Special Delivery)
- 1955: Rumpelstilzchen
- 1955: Reifende Jugend
- 1955: Viele kamen vorbei
- 1956: Von der Liebe bewegt
- 1956: Der Mustergatte
- 1957: Zwei Herzen voller Seligkeit
- 1957: Die Freundin meines Mannes
- 1957: Rosalinde (TV)
- 1959: So weit die Füße tragen (TV-Mehrteiler)
- 1960: Am grünen Strand der Spree (TV-Mehrteiler)
- 1960: Langusten (TV)
- 1961: Inspektor Hornleigh greift ein… (TV-Serie)
- 1961: Das Kartenspiel (TV)